# 서산군·당진군
서산군·당진군은 대한민국의 옛 국회의원 선거구이다. 당시 충청남도 서산군과 당진군 지역을 관할했다.

## 역사
제9대 국회의원 선거를 앞두고 서산군 선거구와 당진군 선거구가 통합되면서 신설되었다.
제13대 국회의원 선거를 앞두고 서산군 선거구와 당진군 선거구로 분리되면서 폐지되었다.

## 역대 국회의원
| 선거   | 정당 | 정당       | 1위 의원 | 정당 | 정당       | 2위 의원 |
| ------ | ---- | ---------- | -------- | ---- | ---------- | -------- |
| 1973년 |      | 무소속     | 한영수   |      | 신민당     | 류제연   |
| 1978년 |      | 민주공화당 | 심현직   |      | 신민당     | 한영수   |
| 1981년 |      | 민주정의당 | 김현욱   |      | 민주한국당 | 한영수   |
| 1985년 |      | 민주정의당 | 김현욱   |      | 민주한국당 | 장기욱   |

## 역대 선거 결과

### 대한민국 제9대 국회의원 선거
|  | 33.10% |

|  | 22.59% |

|  | 21.84% |

|  | 20.15% |

|  | 2.30% |

### 대한민국 제10대 국회의원 선거
|  | 30.55% |

|  | 22.83% |

|  | 14.97% |

|  | 13.27% |

|  | 9.86% |

|  | 8.50% |

### 대한민국 제11대 국회의원 선거
|  | 39.04% |

|  | 28.67% |

|  | 17.52% |

|  | 8.41% |

|  | 6.33% |

### 대한민국 제12대 국회의원 선거
|  | 44.29% |

|  | 24.82% |

|  | 18.89% |

|  | 11.97% |